# Evangelische Vereinigte Brüderkirche
Die Evangelische Vereinigte Brüderkirche (englisch Evangelical United Brethren Church) ist eine methodistische Kirche, die 1946 aus der Vereinigung der methodistischen Schwesterkirchen Evangelische Gemeinschaft und Kirche der Vereinigten Brüder in Christo entstand. Im deutschen Sprachraum behielt sie die Bezeichnung Evangelische Gemeinschaft (EG) bei. Die Evangelische Gemeinschaft steht unter der Dienstaufsicht eines US-amerikanischen Bischofs.
Obwohl die Evangelische Gemeinschaft dem methodistischen Denominationsstrang zuzurechnen war, wurde besonders in der Mitte des 20. Jahrhunderts weder methodistische Theologie noch die Geschichte der methodistischen Kirchenfamilie im Reutlinger Predigerseminar der EG besonders beachtet. Für den Dogmatiker an dem Seminar, Karl Steckel, beispielsweise bedeutete die Vorbereitung zur Kirchenvereinigung mit den Methodisten einen Einschnitt in das Denken und die Arbeit.
Wie die Bischöfliche Methodistenkirche ist die Evangelische Gemeinschaft eng mit der internationalen Mutterkirche in den Vereinigten Staaten verbunden.
In Deutschland ergab sich seit 1926 eine enge Zusammenarbeit im Rahmen der Vereinigung Evangelischer Freikirchen (VEF), der auch andere Freikirchen und Gemeinschaften angehörten. Dazu kam ab 1948 die Zusammenarbeit in der Arbeitsgemeinschaft Christlicher Kirchen (ACK) auf unterschiedlichen Ebenen. Eine bilaterale Zusammenarbeit geschah seit 1951 in der gemeinsam getragenen Zeltmission. Besonders hervorzuheben ist der mit den Baptisten seit 1950 gemeinsam herausgegebene Abreißkalender, der eine weite Verbreitung in den Kirchen hatte. Er bot den Gläubigen für jeden Tag eine kurze besinnliche Lektüre, einen Bibelspruch und einen Kirchenliedhinweis.
1968 vereinigte sich der größte Teil der Evangelischen Vereinigten Brüderkirche mit der Bischöflichen Methodistenkirche zur Evangelisch-methodistischen Kirche (englisch The United Methodist Church).